# Lucio Emilio Mamercino Privernate
Lucio Emilio Mamercino Privernate, in latino Lucius Aemilius Mamercinus Privernas, (Roma, ... – ...; fl. IV secolo a.C.), è stato un politico romano del IV secolo a.C.

## Biografia
Lucio Emilio apparteneva alla gens Aemilia, una delle più antiche gens patrizie dell'antica Roma. Ricoprì numerosi incarichi importanti, tra cui due volte il consolato (nel 341 e nel 329 a.C.).
Nell'anno 342 a.C. fu magister equitum durante la dittatura di Marco Valerio Corvo.
L'anno seguente fu nominato console insieme a Gaio Plauzio Venoce Ipseo, eletto per la seconda volta. Durante questo consolato, mentre Gaio Plauzio combatteva vittoriosamente i Privernati e i Volsci, Lucio Emilio si recò nel Sannio e, mentre ne devastava il territorio, ricevette gli ambasciatori sanniti che chiedevano la pace. Dopo l'accettazione della pace da parte del Senato romano lasciò il Sannio, ottenendo per le sue truppe un anno di stipendio e razioni di viveri per tre mesi. Fu tuttavia costretto, come racconta Livio, a dimettersi prima del termine del suo mandato a causa delle imminenti elezioni per la guerra contro i Latini.
Nell'anno 335 a.C., i consoli Marco Atilio Regolo Caleno e Marco Valerio Corvo, dovendo partire per la guerra lo nominarono dittatore (dictator comitiorum habendorum causa) per assicurare lo svolgimento dei comizi centuriati e l'elezione dei consoli per l'anno successivo.
Fu eletto console per la seconda volta nel 329 a.C., collega di Gaio Plauzio Deciano, e si preparò a combattere contro i Galli, che si diceva marciassero verso sud, bandendo una leva; quando la notizia si rivelò infondata, riunì le sue forze a quelle di Deciano, assediando la città di Privernum. La caduta della città fu considerata un avvenimento di tale importanza che ambedue i consoli ottennero il trionfo e Lucio Emilio fu soprannominato "Privernate".
Nel 326 a.C. venne nominato interrex e nel 316 a.C. nuovamente dittatore (dictator rei gerundae causa), per condurre le operazioni militari contro i Sanniti. I romani, condotti da Lucio Emilio ottennero una vittoria contro i Sanniti sotto la città di Saticula.